# Phycoma retardens
Phycoma retardens là một loài bướm đêm trong họ Noctuidae.